# Soterrani

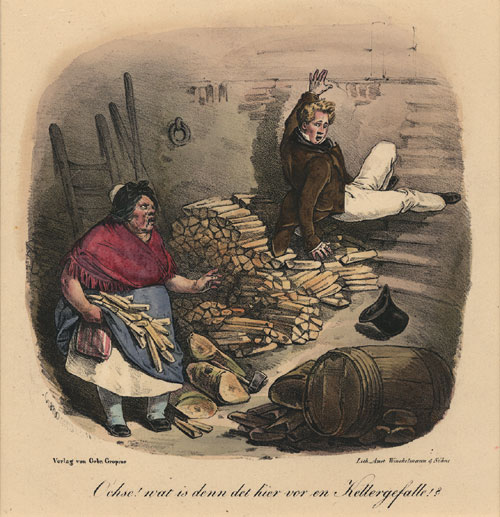
Caricatura d'un soterrani - litografia Winckelmann & Söhne, Verlag von Gebre. Gropius, Berlín.

El soterrani (procedent del lat. subtŭlus i aquest de subtus - sota -) és un recinte situat sota de la terra (disposició similar a la d'un ferrocarril subterrani) però que pertany a les dependències d'una casa. És un lloc que té unes característiques especials i estables de temperatura-humitat, i poca o cap llum solar. És per això que s'han destinat des d'antic per a la millor conservació d'alguns aliments i begudes (com el vi). De vegades també són emprats com a dependències on s'emmagatzemen les eines, les coses inservibles, els estris vells o la fusta per al foc. Els soterranis són llocs generalment frescos, amb una olor característica (generalment a humit) degut en part al fet que es troben sota terra. Se sol accedir a ells per un sistema d'escales que comunica directament amb la casa.

## Característiques
Els soterranis són generalment frescos i amb una olor característica (generalment a humit) a causa que es troben sota terra. S'hi entra a través d'escales situades dins de la casa o fora d'ella.
En la majoria dels edificis pot haver-hi diversos soterranis numerats en ordre ascendent a mesura que queden un sota l'altre i en molts casos s'utilitzen com a estacionament de vehicles.

## Propòsit, geografia i història
Un soterrani es pot usar gairebé exactament de la mateixa manera que un pis sobre el sòl addicional d'una casa o un altre edifici. No obstant això, l'ús de soterranis depèn en gran manera de factors específics d'una àrea geogràfica en particular, com el clima, el sòl, l'activitat sísmica, la tecnologia de la construcció i l'economia immobiliària.
Els soterranis en edificis petits, com a cases unifamiliars independents, són rars en climes humits com Gran Bretanya i Irlanda, on les inundacions poden ser un problema, encara que poden usar-se en estructures més grans. No obstant això, els soterranis es consideren estàndard en tots els edificis nous, excepte en els més petits, en molts llocs amb climes continentals temperats, com el mig oest nord-americà i les prades canadenques, on en qualsevol cas es necessita una base de formigósota la línia de congelació, per evitar que un edifici es mogui durant el cicle de congelació-descongelació. Els soterranis són molt més fàcils de construir en àrees amb sòls relativament tous i poden prescindir-se en llocs on el sòl és massa compacte per a una fàcil excavació. El seu ús pot estar restringit en zones sísmiques, a causa de la possibilitat que els pisos superiors col·lapsin en el soterrani; d'altra banda, poden ser necessaris en àrees propenses a tornados com a refugi contra vents violents. Afegir un soterrani també pot reduir els costos de calefacció i refrigeració, ja que és una forma de protecció de la terra i una forma de reduir la relació de superfície a volum d'un edifici. La densitat d'habitatges d'una àrea també pot influir en si es considera necessari un soterrani o no.
Històricament, els soterranis s'han tornat molt més fàcils de construir (als països desenvolupats) des de la industrialització de la construcció d'habitatges. Les grans màquines d'excavació motoritzades, com les retroexcavadores i les carregadores frontals, han reduït dràsticament el temps i la mà d'obra necessaris per cavar un soterrani en comparació de cavar a mà amb una pala, encara que aquest mètode encara es pot utilitzar al món en desenvolupament.
Durant la major part de la seva història primerenca, el soterrani va adoptar una de dues formes. Podria ser poc més que un soterrani, o podria ser una secció d'un edifici que contingui estades i espais similars als de la resta de l'estructura, com és el cas dels soterranis i les oficines del soterrani.
No obstant això, a partir del desenvolupament de les grans cases suburbanes de preu mitjà en la dècada de 1950, el soterrani, com un espai per dret propi, es va ser imposant gradualment. Inicialment, era típicament un gran espai amb pis de concret, al que s'accedeix per escales interiors, amb columnes i bigues exposades al llarg de les parets i sostres, o en ocasions, parets de formigó abocat o blocs de formigó.

## Tipus de soterrani

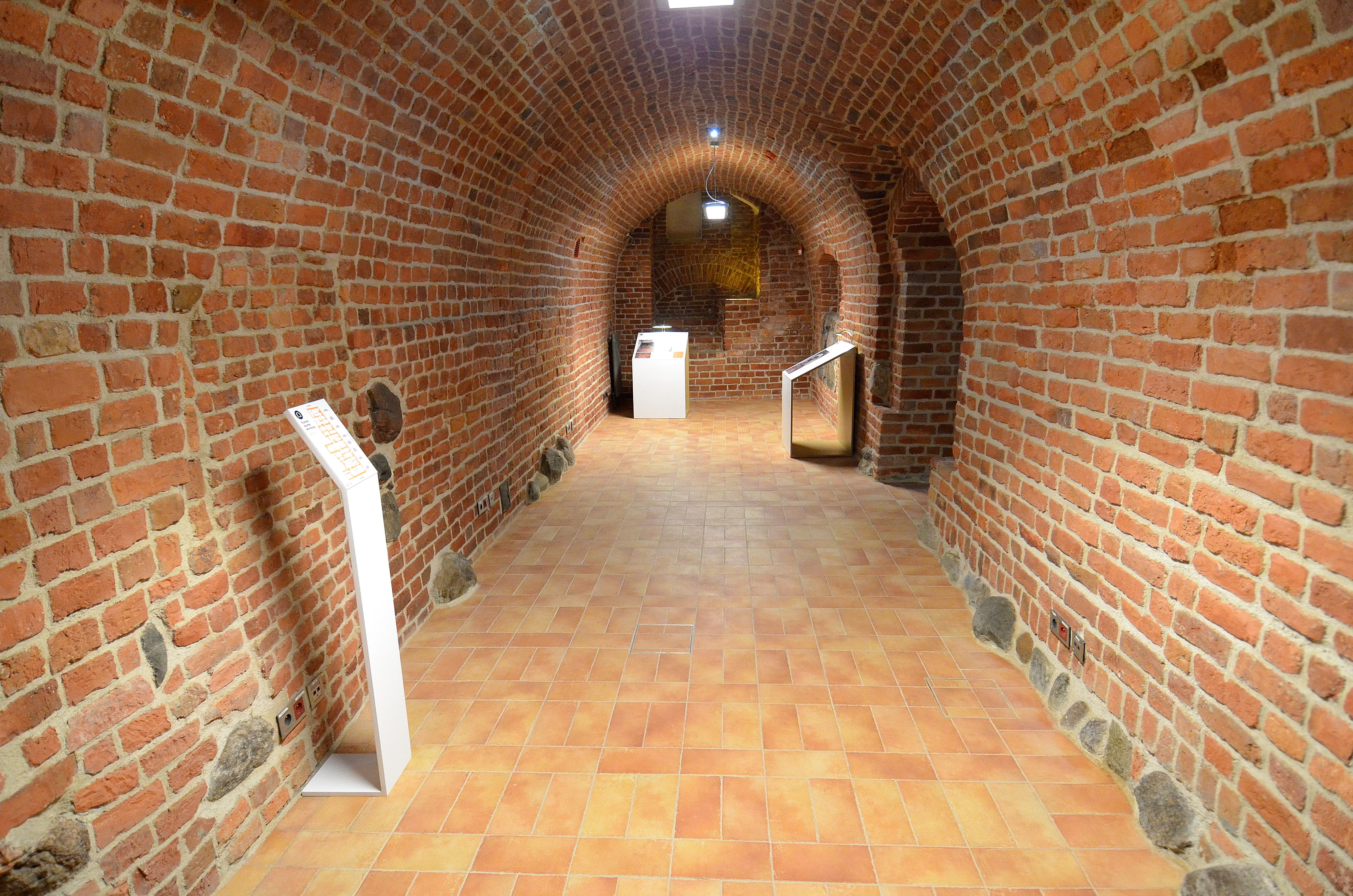
Soterranis medievals del casc antic de Varsòvia.

### Soterrani anglès

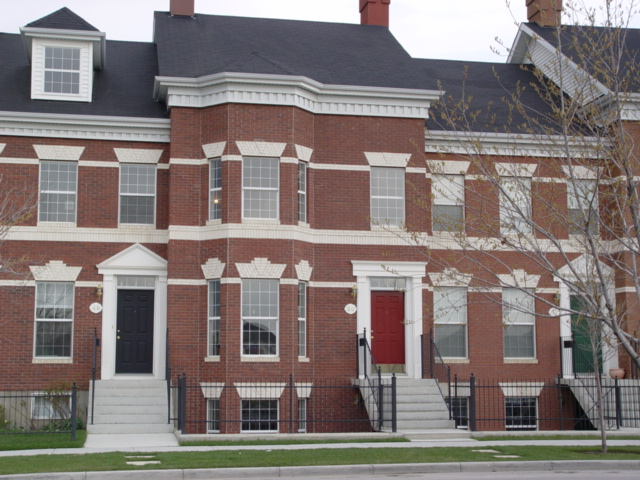
Cases adossades amb soterranis anglesos.

Un soterrani anglès, també conegut com a soterrani amb llum natural, està contingut en una casa on almenys parteix del pis va per sobre del sòl per proporcionar finestres de grandària raonable. En general, el sostre del pis ha d'estar prou per sobre del sòl per proporcionar finestres de grandària gairebé completa. Alguns soterranis amb llum natural estan situats en pendents, de manera que una part del pis està a nivell del terreny. Un soterrani de sortida gairebé sempre resulta d'això.
La majoria dels soterranis amb llum natural són el resultat natural dels bungalows elevats i els soterranis arran de terra. No obstant això, hi ha casos en els quals el terreny s'inclina prou d'un costat a un altre com per permetre finestres de 3/4 a grandària completa, i el pis real roman per sota del nivell del sòl.
En la major part d'Amèrica del Nord, és legal instal·lar apartaments i dormitoris legals en soterranis amb llum natural, ja sigui que tot el soterrani estigui sobre el nivell del sòl o no.
Els soterranis amb llum natural es poden utilitzar per a diversos propòsits: com a garatge, com a sales de manteniment o com a espai habitable. La part enterrada s'usa sovint per a emmagatzematge, bugaderia, tancs d'aigua calenta i equips de condicionament d'ambient.
Les cases de soterrani amb llum natural solen tenir una valoració més alta que les cases de soterrani estàndard, ja que inclouen espais de vida més viables. En algunes parts dels EUA, No obstant això, la valoració de l'espai del soterrani amb llum natural és la meitat que la del sòl i els peus quadrats per sobre del nivell del sòl. Els dissenys acomodats inclouen cases de dos nivells i vestíbul dividit. De vegades és possible disposar de garatges en tots dos nivells. Igual que amb qualsevol casa de diversos nivells, existeixen estalvis en sostres i fonaments.

### Soterrani amb sortida a l'exterior
Un soterrani amb sortida a l'exterior és qualsevol soterrani que és parcialment subterrani però que, no obstant això, permet la sortida directament a l'exterior i té parets flotants. Això pot ser a través d'una escala que condueixi per sobre del sòl o una porta directament a l'exterior si una part del soterrani està completament a nivell o per sobre del nivell del sòl.
Molts soterranis amb sortida també són soterranis amb llum natural. Les úniques excepcions són quan tot el soterrani és gairebé completament subterrani, i una escala condueix a gairebé un pis d'altura vertical per conduir a l'exterior.
Generalment, els soterranis amb solament una sortida d'emergència no expliquen com a sortida. Els soterranis de sortida amb portes a nivell en un costat generalment valen molt més, però són més costosos de construir ja que els fonaments encara es construeixen per arribar per sota de la línia de congelació. Els soterranis a nivell del costat de la porta s'utilitzen sovint com a espai habitable per a la casa, i la part enterrada s'usa per a serveis públics i emmagatzematge.

### Subsoterrani
Un subsoterrani és un pis sota el pis del soterrani. En els habitatges on existeixi algun tipus de soterrani esmentat anteriorment, com un soterrani mirador, tot el volum dels soterranis de pis a sostre se situen molt per sota del sòl. Per tant, els subsoterranis no tenen finestres ni porta exterior. A les cases que tenen subsoterranis, tot el soterrani es pot usar com a part de la casa principal on la gent es relaxa i fa activitats recreatives, mentre que tot el subsoterrani es pot usar per a emmagatzematge. Els subsoterranis són molt més comuns en estructures més grans, com a edificis comercials i edificis d'apartaments més grans, que en habitatges unifamiliars. És comú que els gratacels tinguin diversos subsoterranis.
Construir un soterrani és més difícil, costós i requereix més temps que construir un soterrani com el pis més baix. Els soterranis són fins i tot més susceptibles a inundacions i danys per aigua que els soterranis i, per tant, són rars, excepte en climes secs i en elevacions més altes.
Alguns monuments famosos contenen subsoterranis. El subsoterrani de l'edifici del Capitoli dels EUA s'utilitza com a emmagatzematge i el de la Casa Blanca s'usa per emmagatzemar objectes per als hostes.

### Celler

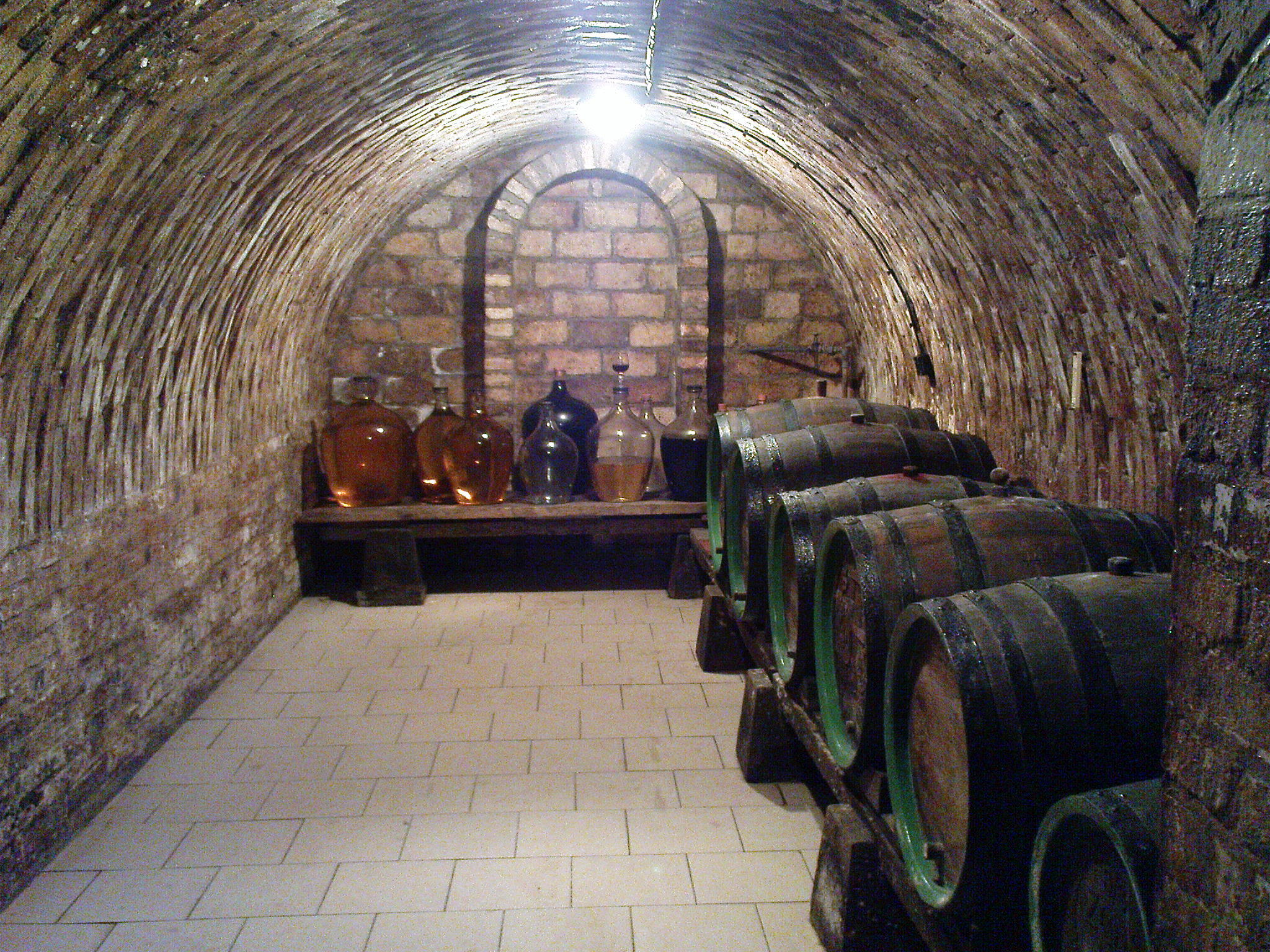
Celler per emmagatzemar i anyejar vins.

Un celler completament subterrani és una habitació sota el nivell del sòl en una casa que s'utilitza sovint per a l'emmagatzematge de vi o carbó; també pot referir-se a l'estoc de vi en si. Un soterrani està dissenyat per romandre a una temperatura constant de fred (no congelació) durant tot l'any i, en general, té una petita finestra / obertura o algun tipus de ventilació d'aire (aire /maons buits etc.) per ajudar a eliminar la humitat o el ranci. aire. Els soterranis són més comuns en el Regne Unit en cases més antigues, i la majoria dels habitatges adossats construïts a la fi del segle xix i principis del XX tenen soterranis. Aquests van ser refugis importants dels atacs aeris durant la Segona Guerra Mundial. En parts d'Amèrica del Nord que són propenses a tornados, els soterranis encara serveixen com a refugi en cas d'un cop directe a la casa per un tornado o altres danys causats per tempestes causades per forts vents.
A excepció de Gran Bretanya, Austràlia i Nova Zelanda, els cellers són populars en la majoria dels països occidentals. En el Regne Unit, gairebé totes les cases noves construïdes des de la dècada de 1960 no tenen soterrani ni soterrani a causa del cost addicional d'excavar més en el subsòl i al requisit de fonaments molt més profunds i tancs a prova d'aigua. El contrari s'ha tornat comú recentment, on l'impacte de les petjades de cases més petites ha portat al fet que l'espai del sostre s'utilitzi para més espai habitable i ara moltes cases noves es construeixen amb allotjament en el tercer pis. Per aquesta raó, especialment on els lofts s'han convertit en espai habitable, les persones tendeixen a usar els garatges per emmagatzemar congeladors d'aliments, eines, bicicletes, equips de jardí i exteriors. La majoria de les cases d'Europa continental tenen cellers, encara que una gran proporció de persones viu en apartaments o pisos en lloc de cases. A l'Amèrica del Nord, els cellers es troben generalment en cases rurals o antigues en les costes i en el sud. No obstant això, els soterranis complets són comuns a les cases noves en el mig oest canadenc i nord-americà i en altres àrees subjectes a l'activitat de tornados o que requereixen fonaments per sota de la línia de congelació.

### Espai de servei subterrani

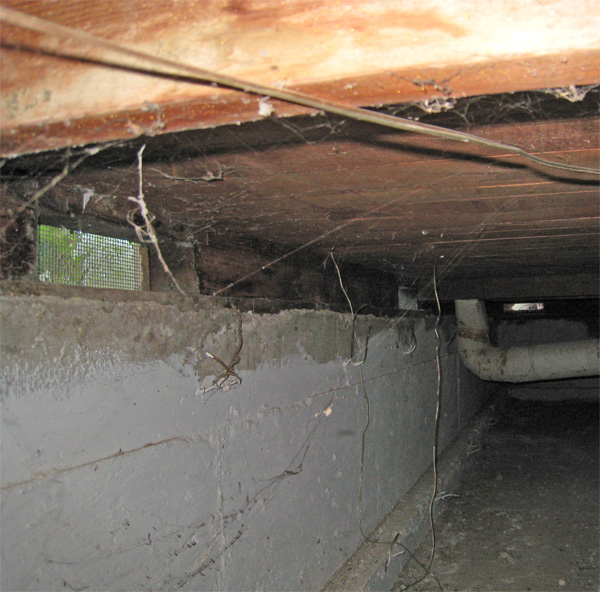
Un espai de servei típic que mostra respiradors d'espai d'arrossegament i formigó a prova de rates. El formigó a prova de rates és una coberta de formigó prima i irregular que s'aplica sobre el sòl per evitar que els rosegadors excavin sota la paret dels fonaments i entrin a l'espai d'accés.

Un espai de servei subterrani és un tipus de soterrani en el qual un no pot parar-se; l'altura pot ser tan petita com 30 cm i la superfície sol ser terra. Els espais de servei ofereixen un accés convenient a canonades, subestructures i una varietat d'altres àrees a les quals, en cas contrari, pot resultar difícil o costós accedir. Si ben un espai de servei no es pot usar com a espai habitable, es pot usar com a emmagatzematge, sovint per a articles que s'usen amb poca freqüència. No obstant això, s'ha d'anar amb compte en fer-ho, ja que l'aigua del sòl humit, el vapor d'aigua (que ingressa per les reixetes de ventilació de l'espai de rastreig) i la humitat que es filtra a través del formigóporós poden crear un ambient perfecte perquè es formi floridura / fongs en qualsevol superfície a l'àrea de servei, especialment caixes de cartró, pisos i superfícies de fusta, panells de guix i alguns tipus d'aïllament.
Han de tenir-se en compte els problemes de salut i seguretat en instal·lar un espai d'accés. A mesura que l'aire s'escalfa en una casa, puja i surt per les regions superiors de la casa, de la mateixa manera que l'aire es mou a través d'una xemeneia. Aquest fenomen, anomenat "efecte de pila", fa que la casa aspiri aire de l'espai d'accés a l'àrea principal de la casa. Les espores de floridura, les olors de descomposició i la matèria fecal dels àcars de la pols a l'espai d'accés poden pujar amb l'aire, agreujant l'asma i altres problemes respiratoris i creant una varietat de problemes de salut.
En general, és desitjable acabar un espai de servei amb una barrera de vapor de plàstic que no admetrà el creixement de floridura ni permetrà que la humitat de la terra entri a l'espai de servei. Això ajuda a aïllar l'espai de rastreig i descoratja l'habitació d'insectes i feristeles en trencar la cadena ecològica en la qual els insectes s'alimenten de la floridura i les feristeles s'alimenten dels insectes, a més de crear una barrera física inorgànica que dissuadeix l'entrada a l'espai. Les barreres de vapor poden acabar en la paret o pujar-se per la paret i subjectar-se per brindar encara més protecció contra la infiltració d'humitat. Algunes agències de control de plagues recomanen no cobrir les parets, ja que complica el seu treball d'inspecció i fumigació. Gairebé desconegudes fins a la dècada de 1990, les barreres de vapor s'estan tornant cada vegada més populars en els últims anys. [ quan?] De fet, l'àrea més general d'espais de servei condicionats versus no condicionats ha estat objecte de molta investigació durant l'última dècada.
El podriment seca i altres condicions perjudicials per als edificis (especialment fusta i estructures de fusta) poden desenvolupar-se en espais tancats. Es creu que proporcionar una ventilació adequada redueix l'aparició d'aquests problemes. Les reixetes de ventilació són obertures en la paret que permeten el moviment de l'aire. Aquests orificis de ventilació normalment estan equipats amb el metall de rejill, malla, o reixetes de ventilació que poden bloquejar el moviment de rosegadors i d'animals nocius però generalment no insectes tals com a tèrmits i formigues fusteres. Una regla comuna és proporcionar ventilacions a l'àrea de la secció transversal igual a 1/150 de l'àrea del pis servida.
En l'actualitat s'ha reconsiderat l'ús de ventiladors a l'espai de servei en la llar. Si bé les reixetes de ventilació dels espais d'arrossegament permeten que l'aire exterior es ventili cap a l'interior de la casa, la capacitat d'aquest aire per assecar l'espai d'arrossegament és discutible. En àrees amb estius humits, durant els mesos d'estiu, l'aire que es ventila en un espai d'accés serà humit i, a mesura que ingressi a l'espai d'accés, que ha estat refredat naturalment per la terra, la humitat relativa de l'aire augmentarà. En aquests casos, les reixetes de ventilació dels espais reduïts poden fins i tot augmentar el nivell d'humitat d'un espai reduït i provocar condensació en les superfícies fredes de l'interior, com el metall i la fusta. En l'hivern, les reixetes de ventilació dels espais d'arrossegament han de tancar-se per complet per evitar que entre l'aire fred de l'hivern, que pot refredar les canonades d'aigua calenta, els forns i els escalfadors d'aigua emmagatzemats a l'interior. Durant el temps plujós, les reixetes de ventilació de l'espai de servei porten aire humit a l'espai de servei, la qual cosa no assecarà l'espai de manera efectiva.